# Aquarela do Brasil
Aquarela do Brasil (anche conosciuta come Brasil) è una canzone brasiliana, scritta nel 1939 da Ary Barroso, compositore dello stato di Minas Gerais.

## Storia
La canzone Aquarela do Brasil (Acquarello del Brasile), ricevette ironicamente questo nome perché composta in una notte del 1939 durante la quale un potente nubifragio impedì a Barroso di uscire di casa. Quella stessa notte compose anche Três Lágrimas prima che la pioggia terminasse.
Prima di essere registrata, Aquarela do Brasil fu eseguita dal baritono Cândido Botelho nel musical Joujoux e balangandans, uno spettacolo di beneficenza patrocinato da Darcy Vargas, la moglie del Presidente Getúlio Vargas. La canzone fu originariamente registrata da Francisco Alves, con l'arrangiamento e accompagnamento di Radamés Gnattali e la sua orchestra, e pubblicata da Odeon Records nello stesso anno. È stata anche registrata da Aracy Cortes e, nonostante la popolarità della cantante, la canzone non ebbe successo, forse perché non adatta alla voce della stessa.
Nel 1940 non riuscì a collocarsi tra i primi tre posti nel concorso dei samba carnevaleschi, la cui giuria era presieduta da Heitor Villa-Lobos, con cui Barroso interruppe i legami, che riallacciò  solo quindici anni dopo, quando entrambi ricevettero la Comenda Nacional do Mérito. Il successo arrivò solo quando venne inclusa nella colonna sonora del film Saludos Amigos, prodotto nel 1942 da Walt Disney.  Da quel momento la canzone guadagnò il riconoscimento non solo nazionale ma anche internazionale, divenendo la prima canzone brasiliana con più di un milione di esecuzioni alle radio statunitensi.
Grazie all’enorme popolarità ottenuta negli Stati Uniti, la canzone fu tradotta in inglese dal compositore Bob Russel per Frank Sinatra nel 1957. 
Da allora, è stata interpretata da cantanti provenienti da tutte le parti del mondo.
Durante gli anni della dittatura (1964-1985), Elis Regina interpretò quella che forse è la versione più cupa, accompagnata da un coro che riproduceva i canti dei popoli indigeni del Brasile.
La cantautrice Daniela Mercury è stata invitata a cantare la canzone alla finale della cerimonia di apertura dei Giochi panamericani del 2007, tenutisi nella città di Rio de Janeiro.

## Critica
La canzone, per il fatto di esaltare le qualità e la grandeur della nazione, segnò l'inizio del movimento che rimarrà conosciuto come samba-exaltação. Questo movimento, per la natura estremamente patriottica, era ritenuto favorevole alla dittatura di Getúlio Vargas, il che provocò critiche a Barroso e alla sua opera. Tuttavia, la famiglia del compositore nega che egli sia mai stato sostenitore della politica di Vargas, sottolineando che egli scrisse anche Salada Mista (registrata nell'ottobre del 1938 da Carmen Miranda), una canzone contraria al nazi-fascismo di cui Vargas era simpatizzante.
Vale la pena notare che prima della sua pubblicazione, il Dipartimento della Stampa della Propaganda (DIP) vietò il verso "terra do samba e do pandeiro" ("terra del samba e del tamburello") perché ritenuto essere dispregiativo nei confronti del Brasile. Barroso dovette andar al DIP per convincere la censura a preservare il verso.
Altra critica fatta alla canzone, all'epoca, riguardò il fatto che adottasse termini poco usuali nel quotidiano, per esempio inzoneiro, merencória e trigueiro, e che abusava del pleonasmo nei versi meu Brasil brasileiro (mio Brasile brasiliano) e coqueiro que dá coco (albero da cocco che dà il cocco). L'autore si difese affermando che queste espressioni erano effetti poetici indissolubili dalla composizione. Nella registrazione originale, Alves canta mulato risoneiro al posto di inzoneiro per non aver compreso la calligrafia illeggibile di Barroso.

## Registrazioni celebri
- 1943: Carmen Miranda in Entre a loira e a morena
- 1946: Aldo Ciardi in Le canzoni dei ricordi: 1941-1950
- 1953: Django Reinhardt in Live at Blue Star, Parigi
- 1957: Frank Sinatra in Come Fly with Me
- 1958: Bing Crosby in Fancy Meeting You Here
- 1960: Ray Conniff in Say It with Music (A Touch of Latin)
- 1963: Paul Anka in Our Man Around the World
- 1970: Antônio Carlos Jobim in Stone Flower
- 1970: Erasmo Carlos in Erasmo Carlos & Os Tremendões
- 1975: Elis Regina in A Arte de Elis Regina
- 1976: Chet Atkins in Guitar Monsters
- 1976: João Gilberto in Amoroso
- 1980: Gal Costa in Aquarela do Brasil
- 1980: Simone in Ao Vivo
- 1985: Cláudya in Luz da Vida (dal vivo)
- 1987: Ney Matogrosso in Pescador de Pérolas
- 1988: Emílio Santiago in Aquarela Brasileira Vol. 1
- 1990: Harry Belafonte in Around the World with the Entertainers
- 1991: Deborah Blando in Different Story
- 1995: Dionne Warwick in Aquarela do Brazil
- 1997: Pink Martini in Sympathique
- 1998: Vengaboys in To Brazil
- 2000: Daniel Barenboim in Brazilian Raphsody
- 2004: Martinho da Vila in Apresenta Mané do Cavaco
- 2005: Arcade Fire in Rebellion (Lies) (Lato B)
- 2005: Daniela Mercury in Balé mulato
- 2005: Plácido Domingo in Lo Essencial de
- 2006: Beirut in Live at The Flying Anvil
- 2009: Perpetuum Jazzile in Africa (cover a cappella)

## Usi nella cultura di massa

### Cinema
- 1940: Laranja da China
- 1942: Aquarela do Brasil
- 1942: Saludos Amigos
- 1943: The Gang's All Here
- 1943: Gals, Incorporated
- 1943: Popular Science
- 1944: I tre caballeros
- 1944: Brazil
- 1944: Jam Session
- 1948: Sitting Pretty
- 1955: La Culpa de los Hombres
- 1956: The Eddy Duchin Story
- 1965: Samba
- 1972: Os Inconfidentes
- 1976: Silent Movie
- 1980: Stardust Memories
- 1985: Brazil
- 1998: Tutti pazzi per Mary
- 1999: Essere John Malkovich (trailer)
- 1999: Three to Tango
- 2000: Woman On Top
- 2002: Carandiru
- 2003: Tutto può succedere - Something's Gotta Give
- 2004: The Aviator
- 2004: Millions
- 2006: Sicko
- 2007: Bee Movie (trailer)
- 2008: Wall-E (trailer)
- 2009: Austrália

### Televisione
- 1996: Dexter's Laboratory
- 2000: Aquarela do Brasil
- 2002: I Simpson
- 2007: Vidas Opostas
- 2007: Eterna Magia
- 2008: Eli Stone